# 平澤創
平澤 創（ひらさわ はじめ、1967年3月26日 - ）は、日本の実業家。大阪芸術大学卒業。株式会社フェイス代表取締役社長。日本コロムビア株式会社取締役会長。

## 来歴
京都府京都市に生まれる。京都府立洛北高等学校を卒業した後、大阪芸術大学芸術学部へ進学する。大学在学中からアルバイトでTV番組の作曲や音楽制作などに関わる。
大学卒業後、任天堂での勤務を経て、1992年に起業。株式会社フェイスを設立し、同社の代表取締役社長に就任。1999年、世界で初めて携帯の「着信メロディ」をダウンロードする仕組みを創り、世界約100ヵ国、累計約90億台以上の携帯端末に搭載される。2001年、JASDAQ上場。2002年、35歳当時、同社の東証一部上場を創業社長としては当時史上最年少で果たした。2004年、特許庁長官表彰、同年、藍綬褒章を史上最年少で受章。
1993年2月21日に任天堂より発売されたスーパーファミコン用3Dシューティングゲーム『スターフォックス』（Star Fox）の音楽を担当している。

## 職歴
- 1990年 任天堂株式会社本社勤務
- 1992年 株式会社フェイス代表取締役社長（創業／現任）（2001年9月4日JASDAQ上場、2002年9月10日東証一部上場）
- 2010年 日本コロムビア株式会社取締役会長（現任）

## 趣味・その他
片岡鶴太郎に師事し墨彩画を学ぶ。

## 主な著書
- 「仕事は楽しむが勝ち!」 (2011年4月、かんき出版)
- 「仕事ってこういうことだったのか」 (2010年、かんき出版)